# 1757 Порвоо
1757 Порвоо (1757 Porvoo) — астероїд головного поясу, відкритий 17 березня 1939 року.
Тіссеранів параметр щодо Юпітера — 3,543.